# 克爾恩山
克爾恩山是斯洛文尼亞的山峰，位於該國西北部，由科巴里德鎮負責管轄，屬於朱利安阿爾卑斯山脈的一部分，海拔高度2,244米，每年平均降雨量2,482毫米，最潮濕的十一月為384毫米，最乾旱的六月為144毫米。。

## 外部連結
- Krn on Geopedia.si （页面存档备份，存于）
- Krn on Hribi.net Routes and photos
- Virtual panoramas （页面存档备份，存于）. Burger.si
- Krn on Facebook （页面存档备份，存于）
- SummitPost: Krn （页面存档备份，存于）